# ヨハネス・ポーピッツ

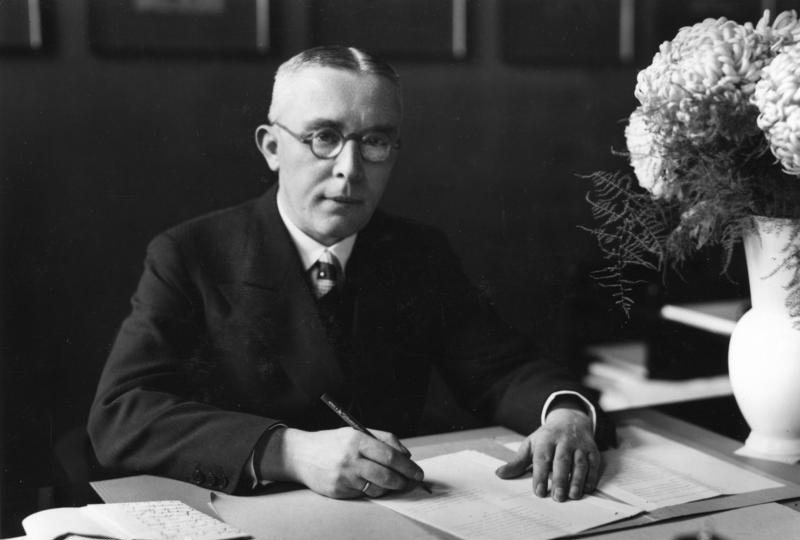
ヨハネス・ポーピッツ

ヨハネス・ポーピッツ（Johannes Popitz、1884年12月2日 - 1945年2月2日）は、ドイツの政治家。1944年7月20日のヒトラー暗殺未遂事件に関与。人民裁判所から死刑判決を受けて刑死した。

## 経歴
ライプツィヒに薬剤師の息子として生まれる。ローザンヌ大学、ライプツィヒ、ベルリン大学、ハレ大学などに在学し、政治科学や法律を学ぶ。1907年から1918年にかけて下級政府弁護士として活動。1918年にコーネリア・スロット(Cornalia Slot)と結婚。3児を儲けた。
第一次世界大戦後の1919年に国会議員となり、財務省の枢密顧問官(Geheimrat)となる。さらに1925年から1929年にかけて財務省の次官となり、しばしば財務相ルドルフ・ヒルファーディングの下で働いた。1929年に政府を批判して一時的に職を離れた。また1922年からベルリン大学で税法と金融科学の名誉教授を務めた。クルト・フォン・シュライヒャー内閣で無任所相として入閣し、またプロイセン州財務相に任じられた。1933年4月21日にアドルフ・ヒトラー内閣下でもプロイセン州財務相に任じられた。1937年1月30日に黄金ナチ党員バッジを授与され、同時に国家社会主義ドイツ労働者党(ナチ党)に入党した（党員番号3,805,233）。
1938年11月、反ユダヤ主義暴動「水晶の夜」におけるユダヤ人迫害に抗議し、プロイセン州財務相の辞職を願い出ているが却下されている。ポーピッツは保守的で君主主義的な人物で皇帝ヴィルヘルム2世の長男ヴィルヘルム皇太子をヒトラーの後継に据える事を考えていた。1938年からカール・ゲルデラーを中心とした反ヒトラーサークルの活動に参加した。
ポーピッツはヒトラー打倒後のドイツの青写真を描く者の中心人物だった。新しく定める予定のドイツ憲法の起草にあたった。その内容は非常に権威主義的だった。1943年秋にはハインリヒ・ヒムラーと秘密交渉を行った。ヒムラーはポーピッツに連合国と秘密の講和交渉を行えるように取り計らってほしいと求めていた。
1944年7月20日事件後、7月21日にベルリンでゲシュタポに逮捕された。10月3日にローラント・フライスラーの人民裁判所にかけられ、死刑判決を受けた。ヒムラーはポーピッツをなお連合国との交渉に利用できると見て死刑執行をしばらく延期させていたが、それがあり得ない事が判明し、1945年2月2日に絞首刑に処した。